# بستان الحنظل (بوزي)
بستان الحنظل (بالفارسية: بوستان حنظل) هي منطقة سكنية تقع في إيران في قسم بوزي الريفي.